# Bonita Springs
Bonita Springs város az USA Florida államában, Lee megyében. Lakosainak száma 53 644 fő (2020. április 1.).

## Népesség
A település népességének változása:
| Lakosok száma | 356  | 43 914 | 53 644 |
|               | 1940 | 2010   | 2020   |